# Tommaso Villa
Tommaso Villa est un homme politique né le 29 janvier 1832 à Canale et mort le 24 juillet 1915 à Turin.

## Biographie
Il est plusieurs fois président de la chambre des députés du royaume d'Italie :
- entre le 10 juin 1895 et le 2 mars 1897
- entre le 28 juin 1900 et le 22 février 1902

Il a également été sénateur.
Franc-maçon, il a pris plusieurs fois ouvertement position en faveur du divorce.